# Hollanda luceria
L'ollanda (Hollanda luceria) è un uccello enatiornite terrestre estinto, vissuto nel Cretaceo superiore (Campaniano, circa 75 milioni di anni fa). I suoi resti fossili sono stati ritrovati in Mongolia, nella formazione Barun Goyot.

## Descrizione
Questo uccello doveva essere abbastanza simile all'attuale caimichi crestato (Chauna torquata): il corpo era sorretto da potenti zampe posteriori, lunghe e robuste. La caratteristica più insolita di Hollanda riguardava le zampe posteriori, che possedevano una morfologia del tutto particolare: il primo dito (alluce) era ruotato a formare un piede anisodattilo, mentre l'articolazione tibia / femore era unica.

## Classificazione
La peculiare condizione del primo dito del piede indica che, nonostante Hollanda avesse abitudini terricole, i suoi antenati dovevano essere arboricoli. Hollanda doveva essere piuttosto specializzato rispetto a gran parte degli uccelli del Cretaceo. Alcune caratteristiche indicano che questo animale era strettamente imparentato con gli ornituri (Ornithurae), il grande gruppo di uccelli che include tutte le forme attuali.

## Stile di vita
La morfologia delle zampe posteriori, eccezionalmente lunghe e potenti, indica che Hollanda fosse un forte corridore, ed è probabile che lo stile di vita potesse essere simile a quello dell'attuale corridore della strada (Geococcyx californianus). Si pensa che Hollanda fosse un predatore, che si cibava di piccoli rettili e di altri vertebrati, che catturava con veloci movimenti del becco.